# Panargenspitze
Die Panargenspitze ist ein 3117 m ü. A. hoher Berggipfel des Panargenkamms in der Venedigergruppe. Der Gipfel liegt im Nordwesten Osttirols in der Gemeinde St. Jakob in Defereggen. Die Panargenspitze wurde erstmals am 4. August 1893 durch L. Eisenreich und C. Rößler über den Südanstieg begangen.

## Lage
Die Panargenspitze liegt im Norden des Panargenkamms zwischen Keeslenke (3050 m ü. A.) im Nordwesten und der Keeseggscharte (2995 m ü. A.) im Südosten, wobei die Keeslenke die Panargenspitze von der Totenkarspitze (3133 m ü. A.) und die Keeseggscharte die Panargenspitze vom Westgipfel des Keeseggs (3120 m ü. A.) trennt. Die Panargenspitze ist Teil des Nationalparks Hohe Tauern. Nördlich der Panargenspitze liegt der Talschluss des Dabertals, südlich befindet sich das Schwarzachtal mit dem Oberhauser Zirbenwald.

## Aufstiegsmöglichkeiten
Der Normalweg auf die Panargenspitze für vom Alpengasthaus Oberhaus über einen Steig zum Ochsenhof und danach weglos über den Eggsee und den Sandbichl bis in eine Scharte des Südgrats und über diesen zum Gipfel (I). Alternativ erfolgt der Anstieg von der Neuen Reichenberger Hütte über die Daberlenke und den mittleren Nordostrücken (I). Eine weitere Variante besteht mit der Besteigung des Westgrats aus der Keeslenke (I).